# Aeropuerto Internacional de Zúrich
El Aeropuerto de Zúrich (en alemán: Flughafen Zürich) (código IATA: ZRH – código ICAO: LSZH), también conocido como Aeropuerto de Kloten, está situado en Kloten, en el cantón de Zúrich, y es el aeropuerto más grande y con mayor volumen de pasajeros de toda Suiza. Sirve como base principal de la aerolínea Swiss International Air Lines.
En 2003, el aeropuerto completó el mayor proyecto de expansión realizado hasta la fecha, que incluyó la construcción de un nuevo aparcamiento, una terminal intermedia y un tren subterráneo que conecta la terminal nueva con la ya existente.
En 2002, perdió parte de su tráfico aéreo tras la quiebra de Swissair, que dejó de operar. Posteriormente, con la fusión de Swissair y Crossair para formar Swiss International Air Lines, el aeropuerto logró recuperar gran parte del tráfico perdido durante aquella crisis.

## Actualización 2025
En abril de 2025, el aeropuerto de Zúrich registró 2,778,265 pasajeros, lo que representa un incremento del 6% en comparación con el mismo mes del año anterior. Este crecimiento continúa consolidando su posición como el principal centro de conexión aérea del país.1

## Aerolíneas y destinos

### Destinos nacionales
| Ciudades | Nombre del aeropuerto               | Aerolíneas | Aeronaves | Frecuencias semanales |       |
| Suiza    | Suiza                               | Suiza      | Suiza     | Suiza                 | Suiza |
| -------- | ----------------------------------- | ---------- | --------- | --------------------- | ----- |
| Ginebra  | Aeropuerto Internacional de Ginebra | Swiss      | A         |                       |       |

### Destinos internacionales
| Egipto                    |                                                    |                                                            |
| El Cairo                  | Aeropuerto Internacional de El Cairo               | Egyptair Swiss                                             |
| Hurghada                  | Aeropuerto Internacional de Hurghada               | Edelweiss Air                                              |
| Marsa Alam                | Aeropuerto Internacional de Marsa Alam             | Chair Airlines / Edelweiss Air                             |
| Sharm el-Sheij            | Aeropuerto Internacional de Sharm el-Sheij         | Chair Airlines                                             |
| Etiopía                   |                                                    |                                                            |
| Adís Abeba                | Aeropuerto Internacional Bole                      | Ethiopian (Via MXP)                                        |
| Mauricio                  |                                                    |                                                            |
| Port Louis                | Aeropuerto Internacional Sir Seewoosagur Ramgoolam | Edelweiss Air                                              |
| Sudáfrica                 |                                                    |                                                            |
| Johannesburgo             | Aeropuerto Internacional de Johannesburgo          | Swiss                                                      |
| Túnez                     |                                                    |                                                            |
| Túnez                     | Aeropuerto Internacional de Túnez-Cartago          | Tunisair                                                   |
| Norteamérica              |                                                    |                                                            |
| Canadá                    |                                                    |                                                            |
| Montreal                  | Aeropuerto Internacional Pierre Elliott Trudeau    | Swiss                                                      |
| Toronto                   | Aeropuerto Internacional Toronto Pearson           | Air Canada                                                 |
| Estados Unidos            |                                                    |                                                            |
| Boston                    | Aeropuerto Internacional Logan                     | Swiss                                                      |
| Chicago                   | Aeropuerto Internacional O'Hare                    | Swiss / United Airlines                                    |
| Filadelfia                | Aeropuerto Internacional de Filadelfia             | American Airlines                                          |
| Los Ángeles               | Aeropuerto Internacional de Los Ángeles            | Swiss                                                      |
| Miami                     | Aeropuerto Internacional de Miami                  | Swiss                                                      |
| Newark                    | Aeropuerto Internacional de Newark                 | Swiss / United Airlines                                    |
| Nueva York                | Aeropuerto Internacional John F. Kennedy           | Delta Air Lines / Swiss                                    |
| San Francisco             | Aeropuerto Internacional de San Francisco          | Swiss                                                      |
| Tampa                     | Aeropuerto Internacional de Tampa                  | Edelweiss Air                                              |
| Seattle                   | Aeropuerto Internacional de Seattle-Tacoma         | Edelweiss Air                                              |
| Washington D.C            | Aeropuerto Internacional Washington-Dulles         | United Airlines                                            |
| México                    |                                                    |                                                            |
| Cancún                    | Aeropuerto Internacional de Cancún                 | Edelweiss Air                                              |
| Centroamérica y El Caribe |                                                    |                                                            |
| Cuba                      |                                                    |                                                            |
| La Habana                 | Aeropuerto Internacional José Martí                | Edelweiss Air                                              |
| Costa Rica                |                                                    |                                                            |
| San José                  | Aeropuerto Internacional Juan Santamaría           | Edelweiss Air                                              |
| República Dominicana      |                                                    |                                                            |
| Punta Cana                | Aeropuerto Internacional de Punta Cana             | Edelweiss Air                                              |
| Sudamérica                |                                                    |                                                            |
| Argentina                 |                                                    |                                                            |
| Buenos Aires              | Aeropuerto Internacional Ministro Pistarini        | Swiss (Vía GRU)                                            |
| Brasil                    |                                                    |                                                            |
| Sao Paulo                 | Aeropuerto Internacional de Guarulhos              | Swiss                                                      |
| Colombia                  |                                                    |                                                            |
| Bogotá                    | Aeropuerto Internacional El Dorado                 | Edelweiss Air                                              |
| Cartagena                 | Aeropuerto Internacional Rafael Nuñez              | Edelweiss Air (Vía a BOG)                                  |
| Asia                      |                                                    |                                                            |
| Catar                     |                                                    |                                                            |
| Doha                      | Aeropuerto Internacional Hamad                     | Qatar Airways                                              |
| China                     |                                                    |                                                            |
| Shanghái                  | Aeropuerto Internacional Pudong                    | Swiss                                                      |
| Chipre                    |                                                    |                                                            |
| Lárnaca                   | Aeropuerto Internacional de Lárnaca                | Cyprus Airways                                             |
| EAU                       |                                                    |                                                            |
| Abu Dabi                  | Aeropuerto Internacional de Abu Dabi               | Etihad Airways                                             |
| Dubái                     | Aeropuerto Internacional de Dubái                  | Emirates / Swiss                                           |
| Hong Kong                 |                                                    |                                                            |
| Hong Kong                 | Aeropuerto Internacional de Hong Kong              | Cathay Pacific / Swiss                                     |
| India                     |                                                    |                                                            |
| Bombay                    | Aeropuerto Internacional Chhatrapati Shivaji       | Swiss                                                      |
| Nueva Delhi               | Aeropuerto Internacional Indira Gandhi             | Air India / Swiss                                          |
| Israel                    |                                                    |                                                            |
| Tel Aviv                  | Aeropuerto Internacional Ben Gurión                | El Al / Swiss                                              |
| Japón                     |                                                    |                                                            |
| Tokio                     | Aeropuerto Internacional de Narita                 | Swiss                                                      |
| Jordania                  |                                                    |                                                            |
| Amán                      | Aeropuerto Internacional Queen Alia                | Edelweiss Air / Royal Jordanian                            |
| Áqaba                     | Aeropuerto Internacional Rey Husein                | Edelweiss Air                                              |
| Singapur                  |                                                    |                                                            |
| Singapur                  | Aeropuerto Internacional de Singapur               | Singapore Airlines / Swiss                                 |
| Tailandia                 |                                                    |                                                            |
| Bangkok                   | Aeropuerto Internacional Suvarnabhumi              | Swiss Thai Airways                                         |
| Turquía                   |                                                    |                                                            |
| Antalya                   | Aeropuerto de Antalya                              | AJet SunExpress                                            |
| Esmirna                   | Aeropuerto Internacional de Esmirna                | SunExpress                                                 |
| Estambul                  | Aeropuerto Internacional de Estambul               | Turkish Airlines                                           |
| Estambul                  | Aeropuerto Internacional Sabiha Gokcen             | AJet / Pegasus Airlines                                    |
| Europa                    |                                                    |                                                            |
| Alemania                  |                                                    |                                                            |
| Berlín                    | Aeropuerto de Berlín-Brandeburgo Willy Brandt      | Swiss                                                      |
| Bremen                    | Aeropuerto de Bremen                               | Swiss                                                      |
| Colonia/Bonn              | Aeropuerto de Colonia/Bonn                         | Eurowings                                                  |
| Dresde                    | Aeropuerto de Dresde                               | Swiss                                                      |
| Düsseldorf                | Aeropuerto Internacional de Düsseldorf             | Eurowings / Swiss                                          |
| Fráncfort del Meno        | Aeropuerto de Fráncfort del Meno                   | Lufthansa / Swiss / Swiss operado por Helvetic Airways     |
| Hamburgo                  | Aeropuerto de Hamburgo-Fuhlsbüttel                 | Eurowings / Swiss                                          |
| Hanóver                   | Aeropuerto de Hanóver                              | Swiss                                                      |
| Múnich                    | Aeropuerto Internacional de Múnich                 | Lufthansa / Swiss                                          |
| Stuttgart                 | Aeropuerto de Stuttgart                            | Swiss                                                      |
| Austria                   |                                                    |                                                            |
| Graz                      | Aeropuerto de Graz                                 | Swiss operado por Helvetic Airways                         |
| Viena                     | Aeropuerto de Viena-Schwechat                      | Austrian Airlines Swiss                                    |
| Bélgica                   |                                                    |                                                            |
| Bruselas                  | Aeropuerto de Bruselas-National                    | Swiss                                                      |
| Bosnia y Herzegovina      |                                                    |                                                            |
| Sarajevo                  | Aeropuerto Internacional de Sarajevo               | Swiss                                                      |
| Bulgaria                  |                                                    |                                                            |
| Sofía                     | Aeropuerto de Sofía                                | Bulgaria Air / Swiss                                       |
| Croacia                   |                                                    |                                                            |
| Zagreb                    | Aeropuerto de Zagreb-Pleso                         | Croatia Airlines                                           |
| Dinamarca                 |                                                    |                                                            |
| Copenhague                | Aeropuerto de Copenhague-Kastrup                   | Scandinavian Airlines / Swiss                              |
| Eslovenia                 |                                                    |                                                            |
| Liubliana                 | Aeropuerto de Liubliana                            | Swiss                                                      |
| España                    |                                                    |                                                            |
| Alicante                  | Aeropuerto de Alicante-Elche                       | Swiss / Vueling Airlines                                   |
| Barcelona                 | Aeropuerto de Barcelona-El Prat                    | Swiss Vueling Airlines                                     |
| Fuerteventura             | Aeropuerto de Fuerteventura                        | Edelweiss Air                                              |
| Gran Canaria              | Aeropuerto de Gran Canaria                         | Chair Airlines / Edelweiss Air                             |
| Lanzarote                 | Aeropuerto de Lanzarote                            | Edelweiss Air                                              |
| Madrid                    | Aeropuerto de Madrid-Barajas                       | Air Europa / Iberia / Swiss                                |
| Málaga                    | Aeropuerto de Málaga-Costa del Sol                 | Swiss                                                      |
| Palma de Mallorca         | Aeropuerto de Palma de Mallorca                    | Chair Airlines / Edelweiss Air / Swiss                     |
| Tenerife Sur              | Aeropuerto de Tenerife Sur                         | Chair Airlines / Edelweiss Air                             |
| Valencia                  | Aeropuerto de Valencia                             | Swiss                                                      |
| Finlandia                 |                                                    |                                                            |
| Helsinki                  | Aeropuerto de Helsinki-Vantaa                      | Finnair                                                    |
| Francia                   |                                                    |                                                            |
| Burdeos                   | Aeropuerto de Burdeos-Mérignac                     | Swiss                                                      |
| Niza                      | Aeropuerto de Niza Costa Azul                      | Swiss                                                      |
| París                     | Aeropuerto de París-Charles de Gaulle              | Air France / Swiss                                         |
| Grecia                    |                                                    |                                                            |
| Atenas                    | Aeropuerto Internacional de Atenas                 | Aegean Airlines / Swiss                                    |
| Salónica                  | Aeropuerto de Salónica                             | Aegean Airlines / Swiss                                    |
| Hungría                   |                                                    |                                                            |
| Budapest                  | Aeropuerto de Budapest-Ferenc Liszt                | Swiss                                                      |
| Irlanda                   |                                                    |                                                            |
| Dublín                    | Aeropuerto de Dublín                               | Aer Lingus / Swiss                                         |
| Islandia                  |                                                    |                                                            |
| Reikiavik                 | Aeropuerto Internacional de Keflavík               | Icelandair                                                 |
| Italia                    |                                                    |                                                            |
| Brindisi                  | Aeropuerto de Brindisi                             | Swiss                                                      |
| Catania                   | Aeropuerto de Catania-Fontanarossa                 | Edelweiss Air                                              |
| Florencia                 | Aeropuerto de Florencia                            | Swiss operado por Helvetic Airways                         |
| Lamezia Terme             | Aeropuerto Internacional de Lamezia Terme          | Edelweiss Air                                              |
| Milán                     | Aeropuerto de Milán-Malpensa                       | Swiss                                                      |
| Nápoles                   | Aeropuerto de Nápoles-Capodichino                  | Swiss                                                      |
| Palermo                   | Aeropuerto de Palermo-Punta Raisi                  | Swiss                                                      |
| Roma                      | Aeropuerto de Roma-Fiumicino                       | ITA Airways / Swiss                                        |
| Venecia                   | Aeropuerto Internacional Marco Polo                | Swiss                                                      |
| Kosovo                    |                                                    |                                                            |
| Pristina                  | Aeropuerto Internacional de Priština               | Chair Airlines / Edelweiss Air                             |
| Letonia                   |                                                    |                                                            |
| Riga                      | Aeropuerto Internacional de Riga                   | AirBaltic / Swiss                                          |
| Luxemburgo                |                                                    |                                                            |
| Ciudad de Luxemburgo      | Aeropuerto de Luxemburgo                           | Swiss                                                      |
| Macedonia del Norte       |                                                    |                                                            |
| Skopie                    | Aeropuerto de Skopie                               | Chair Airlines / Edelweiss Air                             |
| Malta                     |                                                    |                                                            |
| La Valeta                 | Aeropuerto Internacional de Malta                  | KM Malta Airlines                                          |
| Noruega                   |                                                    |                                                            |
| Bergen                    | Aeropuerto de Bergen-Flesland                      | Edelweiss Air                                              |
| Oslo                      | Aeropuerto de Oslo-Gardermoen                      | Scandinavian Airlines / Swiss operado por Helvetic Airways |
| Países Bajos              |                                                    |                                                            |
| Ámsterdam                 | Aeropuerto de Ámsterdam-Schiphol                   | KLM / KLM Cityhopper / Swiss                               |
| Polonia                   |                                                    |                                                            |
| Cracovia                  | Aeropuerto de Cracovia-Juan Pablo II               | Swiss                                                      |
| Varsovia                  | Aeropuerto de Varsovia-Fréderic Chopin             | LOT Polish Airlines Swiss                                  |
| Portugal                  |                                                    |                                                            |
| Funchal                   | Aeropuerto de Madeira                              | Edelweiss Air                                              |
| Lisboa                    | Aeropuerto de Lisboa                               | easyJet Switzerland / Swiss / TAP Portugal                 |
| Oporto                    | Aeropuerto de Oporto-Francisco Sá Carneiro         | easyJet Switzerland / Swiss / TAP Portugal                 |
| Reino Unido               |                                                    |                                                            |
| Birmingham                | Aeropuerto Internacional de Birmingham             | Swiss operado por Helvetic Airways \|                      |
| Edimburgo                 | Aeropuerto de Edimburgo                            | Edelweiss Air                                              |
| Londres                   | Aeropuerto de la Ciudad de Londres                 | BA Cityflyer / Swiss operado por Helvetic Airways          |
| Londres                   | Aeropuerto de Londres-Gatwick                      | easyJet                                                    |
| Londres                   | Aeropuerto de Londres-Heathrow                     | British Airways / Swiss                                    |
| Londres                   | Aeropuerto de Londres-Luton                        | easyJet                                                    |
| Mánchester                | Aeropuerto de Mánchester                           | Swiss operado por Helvetic Airways                         |
| República Checa           |                                                    |                                                            |
| Praga                     | Aeropuerto de Praga                                | Swiss                                                      |
| Rumania                   |                                                    |                                                            |
| Bucarest                  | Aeropuerto Internacional de Bucarest-Henri Coandă  | Swiss                                                      |
| Serbia                    |                                                    |                                                            |
| Belgrado                  | Aeropuerto de Belgrado-Nikola Tesla                | Air Serbia Swiss                                           |
| Suecia                    |                                                    |                                                            |
| Estocolmo                 | Aeropuerto de Estocolmo-Arlanda                    | Scandinavian Airlines Swiss                                |
| Gotemburgo                | Aeropuerto de Gotemburgo-Landvetter                | Swiss                                                      |

## Estadísticas

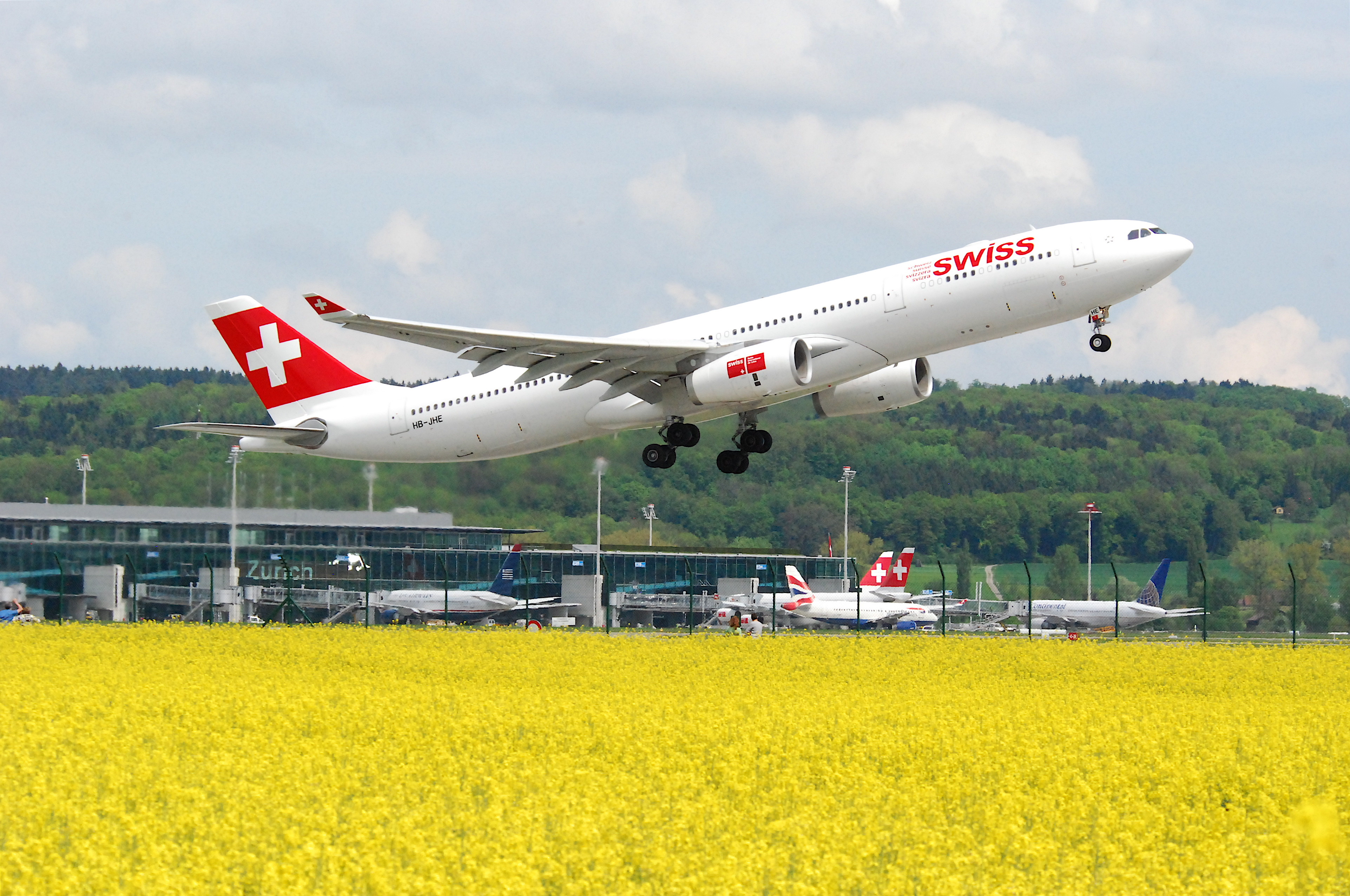
Airbus A330 de Swiss International Air Lines despegando del aeropuerto.

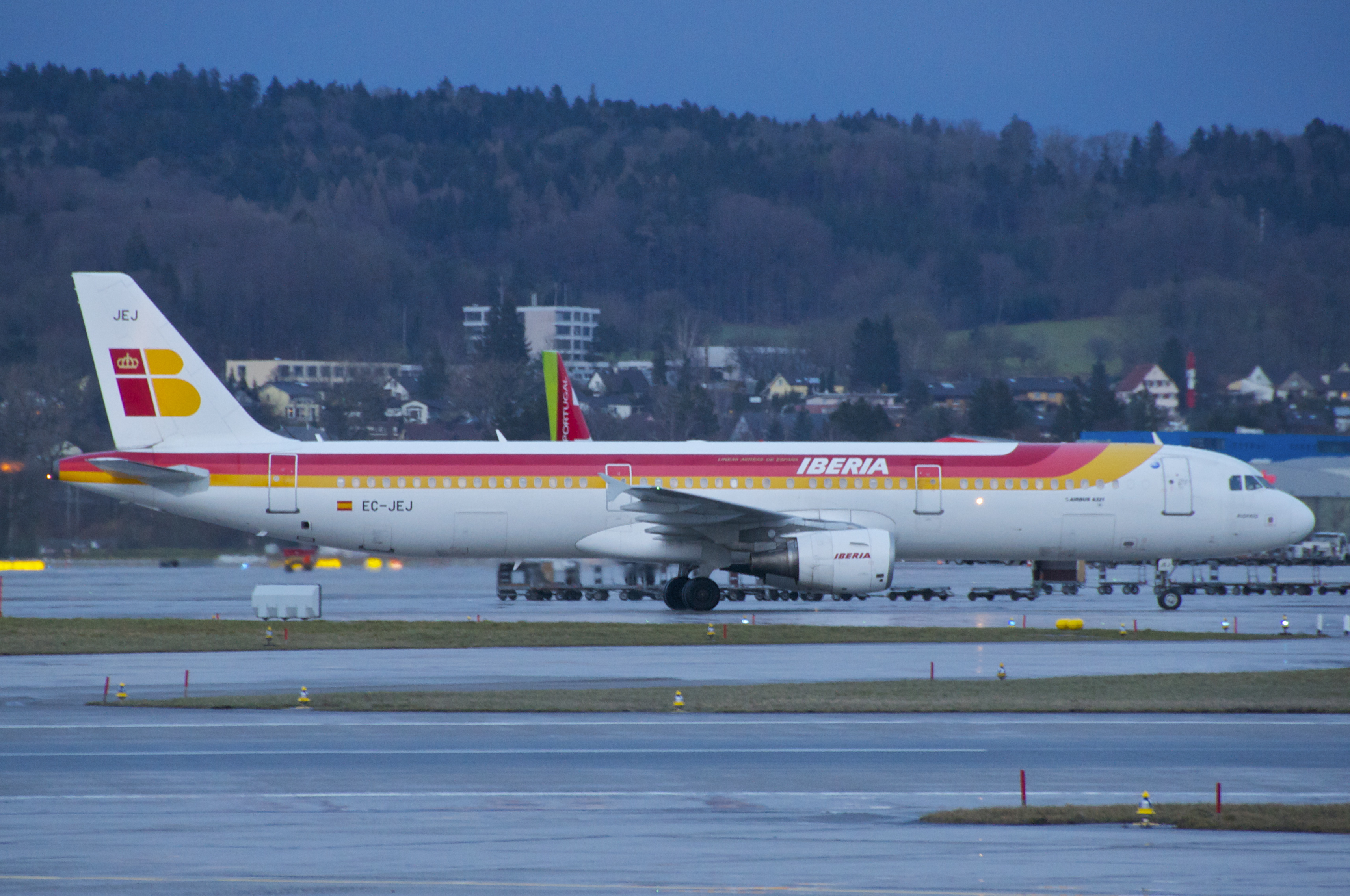
Airbus A321 de Iberia en la pista de rodadura.

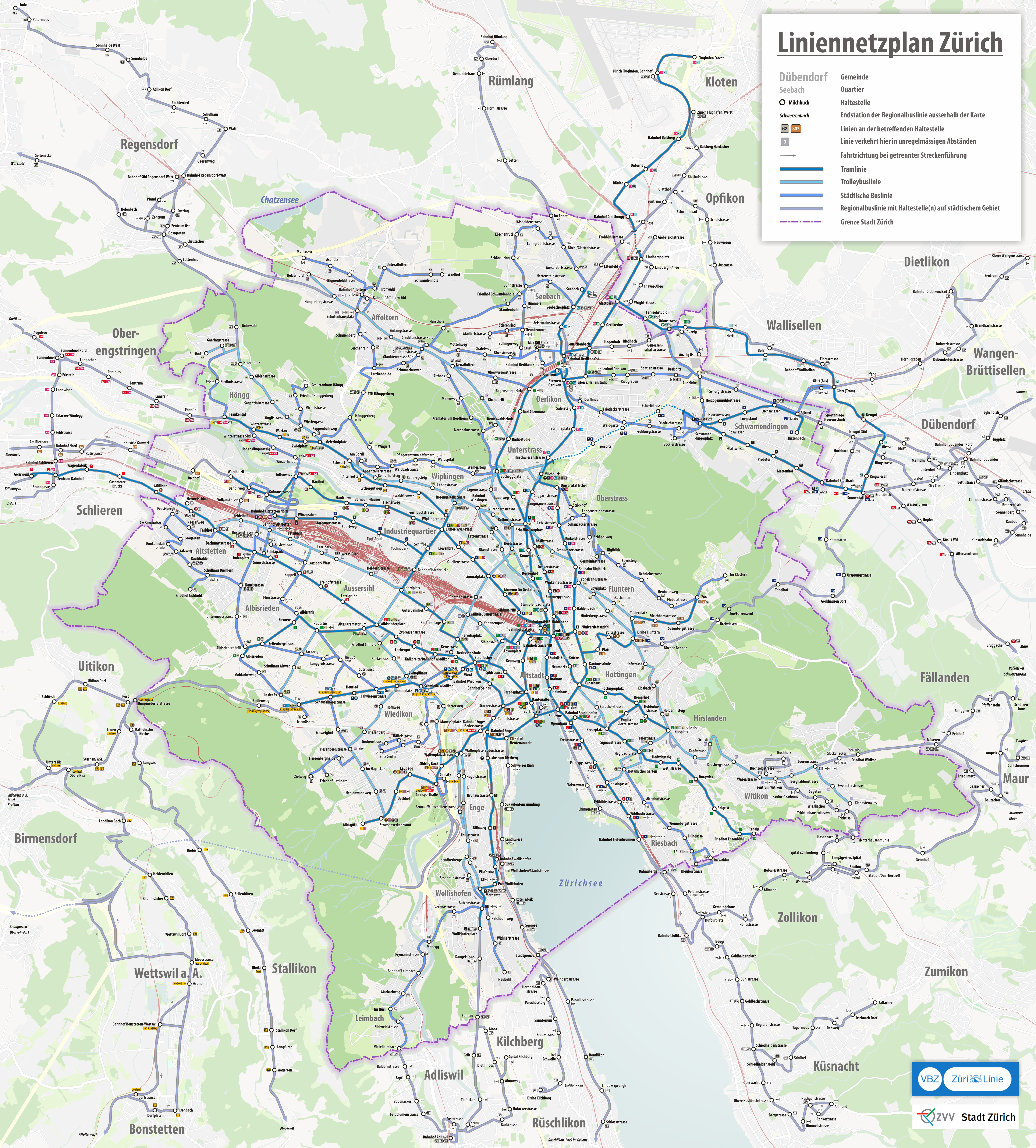
Transportes públicos de Zúrich

### Destinos más transitados
| Puesto | Ciudad                                              | Total pasajeros |
| ------ | --------------------------------------------------- | --------------- |
| 1      | Londres (City, Gatwick, Heathrow, Luton, Stansted)  | 855.857         |
| 2      | Berlín                                              | 477.678         |
| 3      | Viena                                               | 471.448         |
| 4      | París                                               | 363.096         |
| 5      | Ámsterdam                                           | 361.823         |
| 6      | Nueva York (Nueva York–JFK, Newark)                 | 355.781         |
| 7      | Düsseldorf                                          | 350.809         |
| 8      | Estambul (Estambul–Atatürk, Estambul–Sabiha Gökçen) | 316.533         |
| 9      | Frankfurt                                           | 297.142         |
| 10     | Barcelona                                           | 293.801         |
| 11     | Dubái                                               | 252.043         |
| 12     | Hamburgo                                            | 244.503         |
| 13     | Madrid                                              | 241.297         |
| 14     | Ginebra                                             | 231.972         |
| 15     | Palma de Mallorca                                   | 224.477         |

### Evolución de pasajeros
|                                  |
| Actualizado: 19 de enero de 2016 |

## Líneas ferroviarias

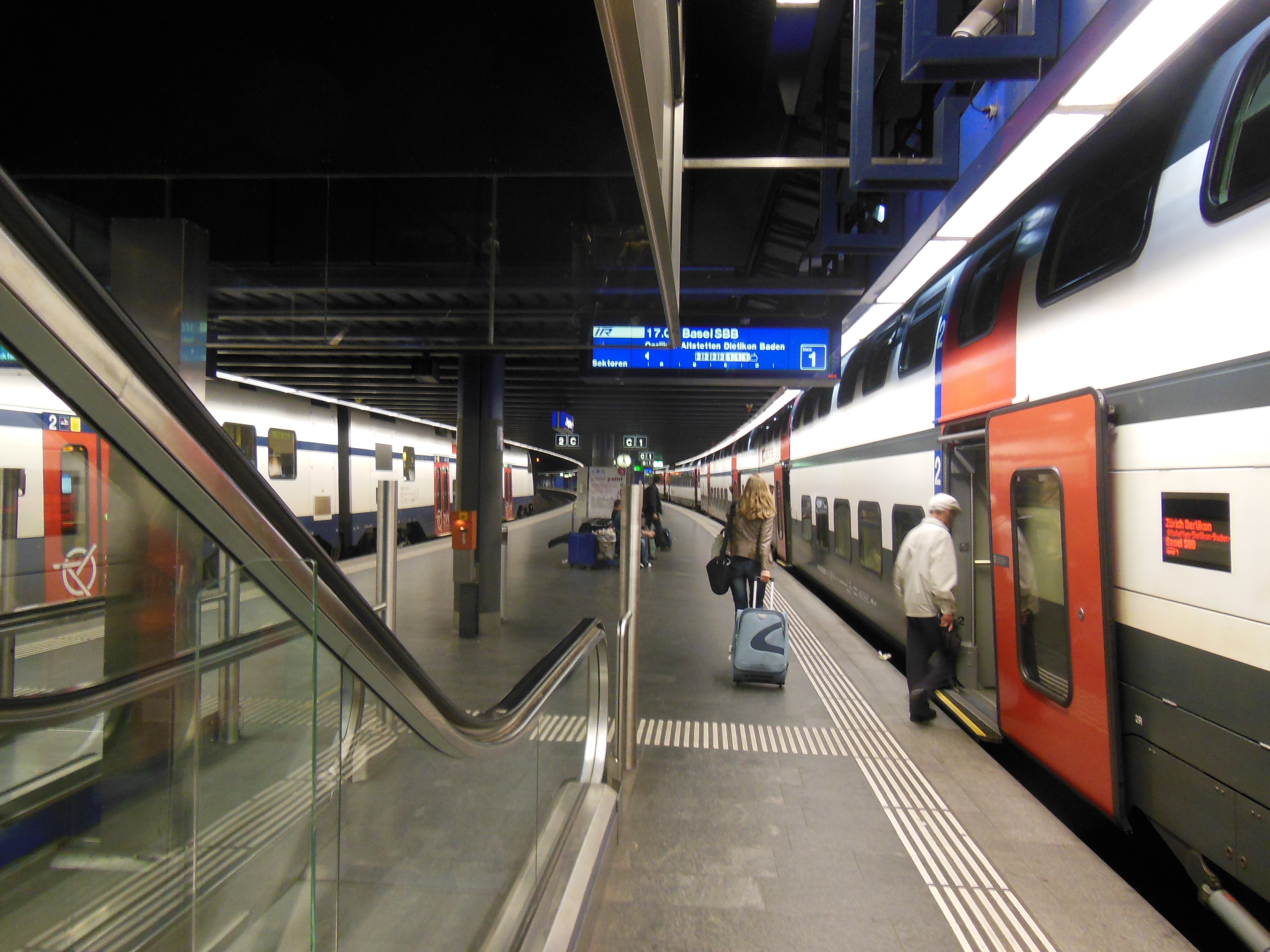
Estación Zürich Flughafen

Mapa de los Ferrocarriles Federales Suizos (2016)

Mapa del S-Bahn de Zúrich

Desde 1980 el aeropuerto de Zúrich tiene una estación subterránea de trenes del SBB (empresa estatal de ferrocarriles suizos).
Entre 06:00 y 22:00 sale cada diez minutos un tren hacia la estación principal (Zürich HB).
A continuación los servicios principales:
- EC EuroCity (tren rápido internacional)

Winterthur - Sankt Gallen - Sankt Margrethen - Bregenz - Lindau - Memmingen - Buchloe - Múnich
- ICN InterCity Neigezug (trenes rápidos de inclinación)

Winterthur - Wil - Gossau - Sankt Gallen

Zürich HB - Aarau - Olten - Solothurn - Biel/Bienne - Neuchâtel - Yverdon-les-Bains - Lausana
- IC InterCity (tren rápido interurbano)

Winterthur - Sankt Gallen

Zürich HB - Berna - Friburgo - Lausana - Ginebra - Ginebra Aeropuerto

Winterthur - Frauenfeld - Weinfelden - Amriswil - Romanshorn

Zürich HB - Berna - Thun - Spiez - Visp - Brig
- IR InterRegio (trenes rápidos interregionales)

Oerlikon - Altstetten - Baden - Brugg (AG) - Basel

Zürich HB - Olten - Oensingen - Solothurn - Grenchen Süd - Biel/Bienne

Winterthur - Frauenfeld - Weinfelden - Kreuzlingen - Constanza (Alemania)
- S 16  S-Bahn (trenes urbanos)

Effretikon - Winterthur - Andelfingen - Schaffhausen

Oerlikon - Zürich HB - Stadelhofen - Küssnacht - Meilen
- S 2  S-Bahn (trenes urbanos)

Bassersdorf - Effretikon

Oerlikon - Zürich HB - Thalwil - Pfäffikon (SZ)